# Động năng

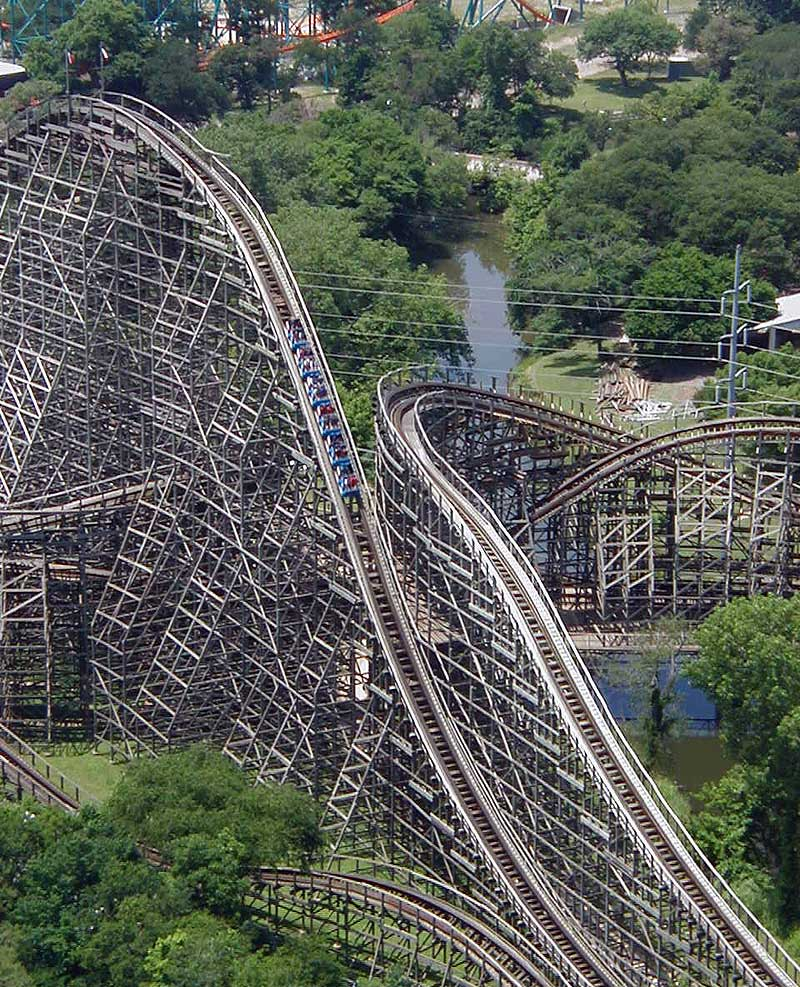
Tàu lượn siêu tốc đạt đến động năng cực đại khi ở vị trí thấp nhất của đường ray. Khi nó bắt đầu đi lên, động năng bắt đầu chuyển thành thế năng trọng trường. Tổng của động năng và thế năng trong một hệ là hằng số, nếu bỏ qua sự mất mát do ma sát.

Động năng (Tiếng Anh: kinetic energy) của một vật là năng lượng mà nó có được từ chuyển động của nó. Nó được định nghĩa là công cần thực hiện để gia tốc một vật với khối lượng cho trước từ trạng thái nghỉ tới vận tốc hiện thời của nó. Sau khi đạt được năng lượng này bởi gia tốc của nó, vật sẽ duy trì động năng này trừ khi tốc độ của nó thay đổi.
Tốc độ, và do đó động năng của một vật duy nhất phụ thuộc hệ quy chiếu (có tính tương đối): nó có thể nhận bất kỳ giá trị dương nào, bởi việc chọn hệ quy chiếu quán tính thích hợp. Ví dụ, một viên đạn bay qua một quan sát viên có động năng trong hệ quy chiếu gắn với quan sát viên đó. Viên đạn giống vậy sẽ đứng yên trong quan điểm của một quan sát viên khác chuyển động cùng vận tốc với viên đạn, vì vậy nó có động năng bằng không. Trái lại, tổng động năng của một hệ vật không thể giảm tới không bởi cách chọn hệ quy chiếu quán tính thích hợp, trừ khi tất cả các vật đó có cùng vận tốc. Trong bất kỳ trường hợp khác, tổng động năng có giá trị nhỏ nhất khác không, và không có hệ quy chiếu quán tính nào có thể được chọn để tất cả vật đều đứng yên. Động năng nhỏ nhất này góp phần vào khối lượng bất biến của hệ, mà nó là độc lập với hệ quy chiếu.
Trong cơ học cổ điển, động năng của một vật không quay có khối lượng m di chuyển với tốc độ v là ½ mv². Trong cơ học tương đối tính, điều này chỉ còn xấp xỉ đúng khi v rất nhỏ so với tốc độ ánh sáng.

## Lịch sử và từ nguyên
Nguyên lý trong cơ học cổ điển E ∝ mc² được phát triển đầu tiên bởi Gottfried Leibniz và Johann Bernoulli, những người đã mô tả động năng như là "lực sống" (vis viva). Nhà toán học Hà Lan Willem 's Gravesande đã thực hiện thí nghiệm chứng minh mối quan hệ này. Khi những quả nặng rơi từ những độ cao khác nhau và một khối đất sét, Willem 's Gravesande đã xác định là độ lún của nó tỉ lệ thuận với bình phương tốc độ va chạm. Émilie du Châtelet đã công nhận kết quả thí nghiệm và đưa ra một lời giải thích.
Thuật ngữ động năng và công trong trình bày khoa học của họ gợi lại vào giữa thế kỷ XIX. Những hiểu biết sớm về những ý tưởng này có thể quy cho Gaspard-Gustave Coriolis, người đã phát hành vào năm 1829 tờ báo có tựa Du Calcul de l'Effet des Machines đã đề cập những công thức tính toán động năng. William Thomson, và sau đó là Lord Kelvin, là những người đặt ra thuật ngữ "động năng".

## Giới thiệu
Năng lượng tồn tại trong nhiều dạng, bao gồm hóa năng, nhiệt năng, bức xạ điện từ, năng lượng trọng trường, điện năng, năng lượng đàn hồi, năng lượng nguyên tử, năng lượng nghỉ. Chúng có thể được sắp xếp vào hai nhóm chính: thế năng và động năng.
Động năng có được hiểu dễ dàng bởi những ví dụ chứng minh làm sao nó có thể chuyển đổi thành dạng khác hay là từ dạng khác. Ví dụ, một vận động viên đạp xe sử dụng hóa năng cung cấp từ thức ăn để gia tốc chiếc xe đạp. Trên cùng một độ cao, tốc độ này có thể được duy trì mà không cần tốn công, không tính lực cản không khí và ma sát. Hóa năng đã chuyển thành động năng, năng lượng của chuyển động, nhưng quá trình không hiệu quả hoàn toàn và sản sinh ra nhiệt trong người đạp xe.
Động năng trong chuyển động của người đạp xe và chiếc xe đạp có thể chuyển đồi thành dạng khác. Ví dụ, người đạp xe có thể gặp phải một ngọn đồi đủ cao để đạp lên, và chiếc xe đạp hoàn toàn dừng khi ở trên đỉnh. Động năng phần lớn đã chuyển thành thế năng trọng trường mà nó có thể được giải phóng khi xuống dốc mà không đạp ở phía bên kia đồi. Vì xe đạp mất một phần năng lượng của nó cho ma sát, nó không bao giờ lấy lại được tốc độ của nó mà không đạp. Năng lượng không bị mất đi; nó chỉ chuyển thành dạng khác vì ma sát. Ngoài ra người đạp xe có thể nối một cái dynamo tới một bánh để phát một chút điện khi đi xuống. Chiếc xe đạp sẽ di chuyển chậm hơn ở chân đồi so với khi không có dynamo bởi vì một phần năng lượng đã chia thành điện năng. Một khả năng khác là người đạp xe có thể bóp thắng, và trong trường hợp này động năng có thể giải phóng qua ma sát dưới dạng nhiệt.
Như bất kỳ đại lượng vật lý khác phụ thuộc vào vận tốc, động năng của một vật phụ thuộc vào mối quan hệ giữa vật và hệ quy chiếu của quan sát viên. Do đó, động năng của vật không phải là bất biến.
Tàu vũ trụ sử dụng hóa năng để phóng và đạt tới động năng cần thiết để đạt tới vận tốc của quỹ đạo. Trong quỹ đạo hoàn toàn tròn, động năng này là hằng số bởi là hầu như không có ma sát ở ngoài không gian gần Trái Đất. Tuy nhiên nó sẽ bay trở vào khi có một số động năng chuyển thành nhiệt. Nếu quỹ đạo là hình ellipse hay hyperbol, thì động năng và thế năng của nó luôn trao đổi; khi động năng lớn nhất thì thế năng là nhỏ nhất và gần Trái Đất hay những thiên thể khác nhất, khi thế năng là lớn nhất thì động năng là nhỏ nhất. Nếu không có tác động khác, tổng động năng và thế năng luôn là hằng số.
Động năng có thể chuyển từ một vật sang một vật khác. Trong trò bi da, người chơi truyền động năng vào quả bi chủ khi thục nó bằng cây cơ. Nếu quả bi chủ va chạm với quả bi khác, nó sẽ chậm lại đáng kể và quả bi bị va chạm sẽ gia tốc tới tốc độ tương ứng với động năng đã truyền cho nó. Trong va chạm không đàn hồi, động năng bị tiêu tan thành nhiều dạng năng lượng, như nhiệt, âm thanh, năng lượng liên kết.
Bánh đà đã được phát triển như là một phương pháp để dữ trữ năng lượng. Động năng sẽ được dự trữ dưới dạng chuyển động quay.
Một số mô tả toán học của động năng đã mô tả động năng trong một số tình huốn vật lý thích hợp. Cho những vật và quá trình mà con người thường trải nghiệm, công thức ½mv² cho bởi cơ học cổ điển (cơ học Newton) là phù hợp. Tuy nhiên, nếu tốc độ của vật có thể so sánh với tốc độ ánh sáng, hiệu ứng tương đối tính sẽ trở nên đáng kể và công thức tương đối tính được sử dụng. Nếu vật ở quy mô nguyên tử hay dưới nguyên tử, hiệu ứng cơ học lượng tử sẽ trở nên đáng kể và những mô hình cơ học lượng tử phải được sử dụng.

## Động năng trong cơ học Newton

### Động năng của vật rắn
Trong cơ học cổ điển, động năng của một chất điểm (một vật nhỏ đến nỗi mà khối lượng của nó có thể được xem là chỉ tồn tại tại một điểm), hay một vật không quay, được cho bởi phương trình
{\displaystyle E_{k}={\tfrac {1}{2}}mv^{2}}
với {\displaystyle m} là khối lượng và {\displaystyle v} là tốc độ (hay vận tốc) của vật. Trong hệ SI, khối lượng được đo bằng kilogram, tốc độ được đo bằng mét trên giây, và động năng thu được đo bằng joule (Jun).
Ví dụ, một vật khối lượng 80 kg di chuyển với tốc độ 18 mét trên giây (65 km/h) thì động năng của nó là
Ek = (1/2) · 80 · 182 J = 12.96 kJ
Bởi vì động năng tỉ lệ theo bình phương tốc độ, nên một vật tăng gấp đôi tốc độ thì nó sẽ có động năng gấp bốn lần ban đầu. Ví dụ, một chiếc xe hơi di chuyển nhanh gấp đôi chiếc khác thì phải tốn quãng đường gấp bốn lần để dừng, nếu lực thắng là bằng nhau.
Động năng của một vật liên hệ với động lượng theo phương trình:
{\displaystyle E_{k}={\frac {p^{2}}{2m}}}
với:
{\displaystyle p} là động lượng
{\displaystyle m} là khối lượng của vật
Động năng tịnh tiến, là động năng liên quan đến chuyển động tịnh tiến, của vật rắn có khối lượng không đổi {\displaystyle m}, và khối tâm của nó di chuyển với tốc độ {\displaystyle v}, sẽ bằng với
{\displaystyle E_{t}={\tfrac {1}{2}}mv^{2}}
với:
{\displaystyle m} là khối lượng của vật
{\displaystyle v} là tốc độ khối tâm của vật.
Động năng của bất kỳ vật nào đều phụ thuộc vào hệ quy chiếu mà nó được đo. Tuy nhiên, tổng năng lượng của một hệ cô lập, nghĩa là một hệ không có năng lượng vào hoặc ra, thì không thay đổi trong bất kỳ hệ quy chiếu nào. Do đó, phần hóa năng được chuyển thành động năng bởi một động cơ tên lửa bị phân chia cho tên lửa và khí thải phụ thuộc vào hệ quy chiếu được chọn. Điều này được gọi là hiệu ứng Oberth. Nhưng tổng năng lượng của hệ, kể cả động năng, hóa năng của nhiên liệu, nhiệt,..., được bảo toàn theo thời gian, bất kể đến cách chọn hệ quy chiếu. Tuy nhiên, giá trị tổng năng lượng này thì sẽ khác nhau trong các hệ quy chiếu khác nhau.
Động năng của một hệ phụ thuộc và cách chọn hệ quy chiếu: hệ quy chiếu cho giá trị động năng nhỏ nhất là hệ mà trong đó, tổng động lượng của hệ bằng không. Giá trị động năng nhỏ nhất này đóng góp vào khối lượng bất biến của hệ.

### Chuyển động quay
Động năng của một vật vừa chuyển động tịnh tiến, vừa quay là: 
Eđ = Et + Eq
với Et là động năng tịnh tiến
Et = ½.m.v2
và Eq là động năng quay
Eq = ½.I.ω2
ở đây:
- m: khối lượng,
- v: vận tốc chuyển động tịnh tiến,
- I: moment quán tính và
- ω: vận tốc góc

Có thể liên hệ động năng quay với moment động lượng qua biểu thức:
Eq = L2/2I
với:
- L: moment động lượng
- I: mômen quán tính

## Lý thuyết tương đối hẹp
Động năng của một vật rắn chuyển động tịnh tiến không quay trong lý thuyết tương đối hẹp là hiệu của năng lượng toàn phần với năng lượng nghỉ:
{\displaystyle E_{k}=m\gamma c^{2}-mc^{2}=mc^{2}\left({\frac {1}{\sqrt {1-(v/c)^{2}}}}-1\right)}.
Với:
- m: khối lượng
- v: vận tốc chuyển động tịnh tiến
- c: tốc độ ánh sáng

Khi vận tốc chuyển động của vật là rất nhỏ (so với c), có thể thu được động năng tịnh tiến cổ điển qua xấp xỉ với chuỗi Taylor:
{\displaystyle E_{k}\approx mc^{2}\left({\frac {1}{2}}v^{2}/c^{2}+{\frac {3}{8}}v^{4}/c^{4}+\ldots \right)={\frac {1}{2}}mv^{2}+{\frac {3}{8}}mv^{4}/c^{2}+\ldots }.

## Cơ học lượng tử cổ điển
Giá trị kỳ vọng của động năng cổ điển của một hạt nhỏ (như electron) chuyển động tịnh tiến trong cơ học lượng tử, ký hiệu là {\displaystyle \langle {\hat {T}}\rangle }, mà hạt này được mô tả hàm sóng {\displaystyle \vert \psi \rangle } là:
{\displaystyle \langle {\hat {T}}\rangle =-{\frac {\hbar ^{2}}{2m}}{\bigg \langle }\psi {\bigg \vert }\nabla ^{2}{\bigg \vert }\psi {\bigg \rangle }}
với 
- m là khối lượng của hạt
- {\displaystyle \nabla ^{2}} là toán tử Laplace
- {\displaystyle \hbar } là hằng số Planck rút gọn

Công thức trên là phiên bản lượng tử hóa của công thức động năng cổ điển:
{\displaystyle E_{d}={\frac {p^{2}}{2m}}}
với:
- p: động lượng
- m: khối lượng